# EF-varemærke
 Denne artikel bør gennemlæses af en person med fagkendskab for at sikre den faglige korrekthed.

EF-varemærket er en måde at beskytte sine varemærkerettigheder i landene i EU på baggrund af én ansøgning, nemlig en EF-ansøgning.

## EF-varemærket
Hvis man vil beskytte sine varemærkerettigheder i landene i EU, kan man på baggrund af én ansøgning sendt til EU's varemærke- og designmyndighed (OHIM) i Alicante, Spanien, få beskyttelse i alle EU's medlemslande, herunder Danmark. Beskyttelsen dannes på baggrund af EF-varemærket. En EF-varemærkeregistrering er gyldig i 10 år og kan herefter fornyes hvert 10. år – i princippet i al evighed. Der er brugspligt for registrerede EF-varemærker. Dette betyder, at man inden 5 år fra registreringsdatoen skal gøre reel brug af varemærket. Reel brug i én medlemsstat er efter OHIM´s praksis tilstrækkeligt til at opfylde brugspligten.

## Hvordan søger man?
En ret til et EF-varemærke kan kun stiftes ved registrering. Man kan efter eget valg indlevere ansøgningen direkte til OHIM eller via Patent- og Varemærkestyrelsen. Patent- og Varemærkestyrelsen undersøger ikke ansøgningen, men sender den videre til OHIM. Ved indlevering via Patent- og Varemærkestyrelsen skal der betales et ekspeditionsgebyr. Man kan indlevere sin ansøgning pr. brev eller som en elektronisk ansøgning.
En EF-ansøgning kan indleveres på alle EU-sprog – man skal dog angive et af de officielle sprog (engelsk, tysk, fransk, spansk eller italiensk), som man kan modtage eventuelle meddelelser fra OHIM på. Som dansker kan man f.eks. indgive ansøgningen på dansk og angive engelsk som andet sprog.
Når OHIM har modtaget en ansøgning, undersøger de bl.a., om varemærket har særpræg, ligesom når man indleverer en dansk ansøgning. Hvis mærket ikke kan registreres, så vil ansøger modtage meddelelse om dette fra OHIM, og ansøgningen kan risikere at blive afslået. Hvis der bliver fundet tidligere identiske eller forvekslelige varemærker i EU´s database eller de enkelte landes databaser (Det bemærkes her, at det ikke er i alle EU-lande, at det bliver undersøgt, om ansøgers varemærke er identisk eller kan forveksles med andre, allerede registrerede varemærker), så vil OHIM sende en rapport til ansøger med oplysninger om disse mærker. Det er så op til ansøger, om han vil have registreret og dermed offentliggjort sin EF-varemærkeansøgning alligevel.

## Andre kan protestere
Efter offentliggørelsen af EF-varemærkeansøgningen kan andre protestere ved at gøre indsigelse imod en endelig registrering. Dette kan ske indtil tre måneder efter offentliggørelsen i EF-varemærketidende. Hvis en indsigelse bliver taget til følge, kan man eventuelt konvertere EF-ansøgningen til en eller flere nationale varemærkeansøgninger, men man skal betale gebyrer til de nationale myndigheder, som man vil konvertere ansøgningen til.

## Terminologi
På trods af, at Det Europæiske Fællesskab er blevet til Den Europæiske Union bruges betegnelsen EF-varemærke fortsat. Det er den betegnelse der anvendes i EF-varemærkeforordningen, og det er også fortsat den terminologi, der anvendes af OHIM. Patent- og Varemærkestyrelsen i Danmark har dog valgt at anvende betegnelsen EU-varemærke på dansk, men anvender dog CTM-registrering/-ansøgning (Community Trade Mark) som engelsk forkortelse.

## Eksterne links
- OHIM Arkiveret 12. juli 2015 hos  Wayback Machine
- Retningslinjer for behandling af EF-indsigelserne Arkiveret 23. december 2007 hos  Wayback Machine